# Batalla de l'Atlàntic (1939-1945)
|  | Aquest article tracta sobre la Segona Guerra Mundial. Si cerqueu la Primera Guerra Mundial, vegeu «Teatre d'operacions de l'Atlàntic (1914-1918)». |

La batalla de l'Atlàntic va ser la campanya contínua més llarga de tota la Segona Guerra Mundial. Es va estendre des de l'inici de les hostilitats al setembre de 1939 fins a la derrota de l'Alemanya Nazi el 1945. Va tenir els seus punts àlgids entre mitjan 1940 i la fi de 1943.
La Batalla de l'Atlàntic enfrontà els U-Boots i la resta de naus de guerra de la Kriegsmarine contra els combois aliats. Els combois, originaris principalment d'Amèrica, es dirigien cap al Regne Unit i la Unió Soviètica. Eren protegits principalment per les marines britànica i canadenca, així com per les seves forces aèries. Aquestes forces navals van rebre l'ajut posteriorment de la Marina dels Estats Units. Als vaixells alemanys se'ls uniren els submarins de la Regia Marina, després que Itàlia entrés a la guerra el 10 de juny de 1940.
El nom de «Batalla de l'Atlàntic» va ser encunyat per primer cop per Winston Churchill el 1941, i se l'ha assenyalat com la batalla naval "més llarga, extensa i complexa" de la història. La campanya començà amb la "guerra de broma" i que s'estengué durant sis anys, fins a la rendició alemanya el 1945. Va involucrar milers de vaixells per centenars de quilòmetres quadràtics oceànics, en una successió de més de cent batalles de combois i potser mil enfrontaments solitaris. L'avantatge tàctic oscil·là entre un bàndol i l'altre durant els sis anys per les noves armes, les tàctiques i les contra-mesures desenvolupades per ambdós bàndols. Els britànics i els seus aliats van guanyar gradualment el combat en un inici, quan van fer que la flota de superfície alemanya es retirés de l'oceà a mitjan 1941 i després quan van derrotar els submarins de manera decisiva entre març i maig de 1943. La nova generació de submarins alemanys arribà al 1945, ja massa tard per alterar el curs de la guerra. El Primer Ministre britànic Winston Churchill posteriorment escriuria que "la única cosa que realment em va espantar durant la guerra va ser el perill dels submarins. Em va causar més angoixa aquesta batalla que el que havia estat durant la gloriosa lluita aèria anomenada la 'Batalla d'Anglaterra'".

## Objectius estratègics
El Regne Unit, en estar situat a una illa i en tenir un imperi, era molt dependent del comerç marítim. Els britànics requerien importar més d'un milió de tones de menjar i material a la setmana per sobreviure i lluitar contra Alemanya. En essència, la Batalla de l'Atlàntic era una guerra de tonatge: els aliats lluitaven per mantenir-lo i l'Eix lluitava per enfonsar els vaixells que permetien sobreviure a la Gran Bretanya.
A partir de 1942, els alemanys també intentaren prevenir l'arribada de tropes i equipament a les illes britàniques en preparació a la invasió de l'Europa ocupada. Per tant, l'eliminació de l'amenaça alemanya als mars era un requisit indispensable per a la invasió.

## Guerra submarina

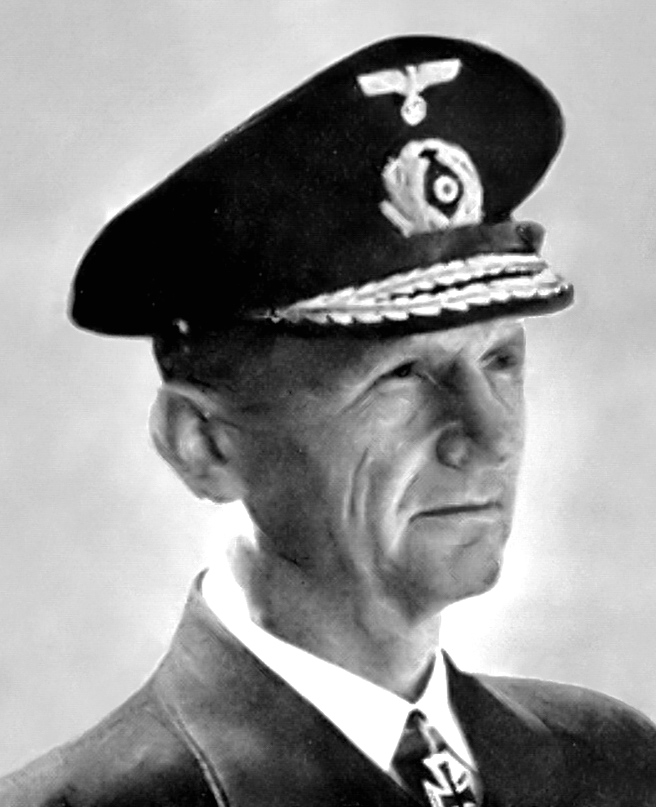
El vicealmirall Karl Dönitz, Comandant dels U-boats alemanys (1935-1943) i Comandant en Cap de la Kriegsmarine (1943-1945)

El Comodor Karl Dönitz presentà un sistema conegut com a Rudeltaktik o "llopada", en la qual grups de submarins atacarien mercants sols, o combois sencers, enmig de l'oceà, tot defensant-se dels vaixells escorta. Per tal de ser efectiu, Dönitz calculava que es necessitarien tres cents U-Boot tipus VII, la darrera sèrie dels «vaixells de l'Atlàntic».
Això estava en un contrast total amb l'opinió tradicional que es tenia sobre l'ús dels submarins fins a aquell moment, segons la qual aquests només servien per emboscar, esperant a les bocanes dels ports per atacar els vaixells que entressin o marxessin. Aquesta va ser una tàctica de molt d'èxit emprada pels submarins britànics al mar Bàltic i al Bòsfor durant la Primera Guerra Mundial, però que no es podia dur a terme si la rodalia dels ports estaven ben patrullades. També hi havia teòrics navals que pensaven que el submarí havia de ser emprat amb una flota principal com un destructor, tal com van fer els alemanys a Jutlàndia (tot i que amb pobres resultats per la precarietat de la comunicació). Els japonesos també es van afegir a la idea d'una flota submarina i mai no van fer servir els seus submarins si no era per bloquejar un port o per assaltar un comboi. Tanmateix, el submarí encara no tenia una gran reputació a les marines del món. Això també succeïa a la Kriegsmarine, on els Großadmiral Erich Raeder destinava els escassos fons disponibles en la construcció d'una marina de superfície.
L'arma principal antisubmarina de la Royal Navy eren les patrulles costaneres, armades amb hidròfons, un petit canó i càrregues de profunditat. La Royal Navy, igual que moltes altres marines, no havia considerat la guerra antisubmarina com un subjecte tàctic durant les dècades dels anys 20 i dels 30 (de fet, el Tractat de Versalles restringia la guerra submarina); i aquesta es veia més com una arma defensiva que no pas ofensiva. Com que els destructors eren més ràpids i portaven càrregues de profunditat, s'esperava que podrien fer-ho millor que no pas els patrullers.

### ASDIC
El desenvolupament de l'ASDIC, avui més conegut com a sonar va ser crucial per a la Batalla de l'Atlàntic, de la mateixa manera que el radar ho va ser a la batalla d'Anglaterra (i en ambdós casos va ser en favor dels britànics). El fet que el so es transmet de manera efectiva per l'aigua era ben conegut durant la Primera Guerra Mundial, i els micròfons situats a l'aigua (els hidrofons) ja s'havien emprat llavors per escoltar els submarins. Els sorolls naturals i els ecos també havien estat detectats llavors amb aquesta tècnica, però els britànics van ser els primers a desenvolupar un «cercador de so» direccional. El desenvolupament crucial va ser la integració de l'ASDIC amb una taula traçadora i les armes en un sistema complet de guerra antisubmarina.
Sovint es creu que l'origen de l'acrònim ASDIC prové de les inicials British Allied Submarine Detection Investigation Committee  (Comitè Britànic Aliat d'Investigació de Detecció de Submarins); aquesta va ser l'explicació oficial quan el sistema passà al domini públic, però avui es creu que només és una excusa creada amb posterioritat, car no s'han trobat rastres d'aquest comitè. Més aviat, sembla un nom en codi per evitar l'espionatge. El treball en la propagació del so (utrasònics) esdevingué ASD-ics (anti-submarine detection-ics; detecció anti-submarina)
L'ASDIC comprenia un transductor ficat dins d'una cúpula sota el vaixell, que propagava un estret raig de so en una sèrie de pulsacions que es reflectien en objecte submergit dins d'un radi màxim de 2.700 metres. La cúpula estava oberta al mar i s'havia d'assegurar que l'aigua al voltant del transductor estigués relativament tranquil·la, car un moviment ràpid podria destruir qualsevol senyal. L'eco feia que es pogués localitzar l'objectiu. Però les diferències de temperatures en les diferents profunditats podia crear ecos falsos, així com els corrents, els remolins o els bancs de peixos, i per tant, l'ASDIC necessitava operadors experimentats perquè realment fos efectiu. A més, l'ASDIC només funcionava bé a velocitats baixes: a 15 nusos (28 km/h), el soroll del vaixell a l'aigua podia ofegar els ecos.
El procediment de la Royal Navy a inicis de la guerra era moure l'ASDIC en un arc d'un costat del cus del vaixell a l'altre, aturant-lo cada pocs graus per enviar un senyal. Si es detectava un eco, i si l'operador l'identificava com un submarí, el vaixell podia orientar-se cap a l'objectiu, desplaçant-se a una velocitat moderada, mentre que es determinava el curs i la velocitat. Un cop es decidia atacar el vaixell podia apropar-se més ràpidament, usant el curs de l'objectiu i les dates de la velocitat per ajustar el curs. Si la intenció del vaixell era passar una mica pel davant del submarí, les càrregues de profunditat serien llançades per tobogans a intervals, caient a uns 40 metres als costats. La intenció era posar una "pauta" de càrregues de profunditat com un diamant allargat, amb l'esperança de què el submarí estigués en algun lloc d'aquest diamant. Però per a incapacitar de manera efectiva a un submarí, la càrrega de profunditat li hauria d'explotar a uns 6 metres. Com que en els primers equips de l'ASDIC era difícil determinar la profunditat, la manera usual era variar els ajustos de profunditat a la pauta.
Hi havia desavantatges a les versions inicials d'aquest sistema: els exercicis en la guerra antisubmarina havien estat restringit a un o dos destructors seguin un únic submarí, la posició inicial del qual era coneguda, amb llum de dia i mar calmat. Els submarins alemanys podien navegar més profundament del que podien els britànics o els americans, amb la qual cosa podien esquivar les càrregues de profunditat. I a més, els primers ASDIC no els reflectien directament, i per tant, l'operador perdia el senyal del submarí durant les darreres etapes de l'atac, quan precisament el submarí estava maniobrant a gran velocitat (a més del fet que l'explosió d'una càrrega de profunditat destorbava l'aigua, de manera que es feia difícil per l'ASDIC tornar a establir contacte si el primer atac havia fallat).
La creença que l'ASDIC havia solucionat el problema dels submarins, la retallada pressupostària de resultes de la Gran Depressió i les demandes per altres tipus de rearmament significà que la despesa en vaixells i equipament antisubmarí va ser molt minsa. La major part del pressupost naval, així com la majoria dels millors oficials, van anar destinats a la flota de guerra. A més, els britànics esperaven que, com a la Primera Guerra Mundial, els submarins atacarien objectius costaners, i només defensaren les entrades dels ports. Per tant, la Royal Navy inicià la Segona Guerra Mundial sense escortes de llarga distància per protegir els vaixells oceànics, i no hi havia oficials experimentats en guerra antisubmarina de llarg abast. La situació a la RAF era pitjor, on els avions només tenien una metralladora per atacar quan trobaven un submarí.

## Primeres batusses (setembre de 1939 – maig de 1940)
El 1939, la Kriegsmarine no tenia prou força per desafiar la força combinada de la Royal Navy britànica i la Marine Nationale francesa per obtenir el control del mar. Per tant, l'estratègia naval alemanya es basava en l'atac al comerç fent servir creuers armats, submarins i avions. Molts vaixells alemanys ja es trobaven a alta mar quan es declarà la guerra, incloent-hi els submarins disponibles i els cuirassats de butxaca (o Panzerschiff) Deutschland i Admiral Graf Spee, que s'havien endinsat a l'Atlàntic a l'agost. Tots ells iniciaren immediatament l'assalt dels vaixells francesos i anglesos. L'U-30 enfonsà el vaixell de línia SS Athenia poques hores després de la declaració de guerra, tot i les ordres de no enfonsar naus de passatgers. La flota d'U-boots, que havia de dominar una gran part de la Batalla de l'Atlàntic era massa petita a l'inici de la guerra, i la majoria dels 57 submarins disponibles eren del tipus II, petits i d'escàs radi d'acció, que es van fer servir principalment per minar les aigües costaneres britàniques.
Amb l'esclat de la guerra, els francesos i els britànics van començar immediatament un bloqueig d'Alemanya, si bé aquest no va tenir cap efecte sobre la indústria alemanya. La Royal Navy introduí ràpidament un sistema de combois per la protecció del seu comerç, que gradualment s'estendria fins lluny de les illes britàniques, incloent-hi punts tan llunyans com Panamà, Bombai i Singapur.
Alguns oficials navals britànics, i en particular el Primer Lord de l'Almirallat, Winston Churchill, volien una estratègia més ofensiva. La Royal Navy formà grups de cacera antisubmarina, basats en portaavions per patrullar les rutes de navegació. Però aquesta estratègia fracassà perquè un submarí, amb una silueta molt petita, era molt difícil de veure. Els portaavions podien ser d'algun ajut. Si bé podien detectar els submarins a la superfície, en aquelles etapes de la guerra no tenien armes adequades per atacar-los. Qualsevol submarí vist a la superfície ja estava submergit quan arribaven els vaixells. En escassos dies, l'estratègia del grup de caça es demostrà un fracàs. El 14 de setembre de 1939, el portaavions britànic més modern, el HMS Ark Royal, evità de ben poc ser enfonsat quan tres torpedes provinents del U-39 van explotar prematurament. El U-39 va ser enfonsat pels destructors d'escorta, era el primer U-boat perdut de la guerra. Al no aprendre la lliçó, el HMS Courageous, un altre portaavions, va ser enfonsat tres dies després pel U 29. Els destructors d'escorta van seguir la cacera dels U-boats durant el primer any de guerra, encara que els submarins es demostraren elusius, i els combois, mancats de protecció, tenien un gran risc al damunt.
L'èxit alemany en enfonsar el Courageous va ser superat un mes després, quan Günther Prien, amb el U-47, aconseguí penetrar a la base britànica de Scapa Flow i enfonsà el cuirassat HMS Royal Oak, que es trobava allà ancorat. Immediatament, Prien esdevingué un heroi de guerra per tota Alemanya.
A l'Atlàntic sud, les forces britàniques van veure's amenaçades pel cuirassat de butxaca Admiral Graf Spee, que enfonsà nou mercants de 50.000 tones a l'Atlàntic Sud i a l'Índic. Les flotes franceses i britàniques formaren diverses sèries de grups de cacera, incloent-hi tres cuirassats, tres portaavions i quinze creuers per trobar-lo, així com al seu germà, el Deutschland, que operava a l'Atlàntic Nord. Aquests grups van cobrir l'oceà durant mesos sense èxit, fins que el Graf Spee va ser emboscat a la desembocadura del riu de la Plata per una força britànica inferior. Si bé intentà refugiar-se a Montevideo (l'Uruguai era neutral), va acabar enfonsant-se al desembre de 1939.
Després d'una gran activitat inicial, la campanya de l'Atlàntic s'alentí. Karl Dönitz havia planejat un esforç màxim dels submarins durant el primer mes de la guerra, amb gairebé tots els submarins disponibles al setembre per patrullar. Aquest nivell d'operacions no es podia mantenir perquè els vaixells havien de tornar a port per provisionar-se de combustible i descansar. El dur hivern de 1939-49, amb la majoria dels ports bàltics congelats, va dificultar l'ofensiva alemanya en atrapar les noves tripulacions alemanyes al gel. Finalment, la decisió d'Adolf Hitler d'envair Dinamarca i Noruega durant la primavera de 1940 va fer que la flota de superfície i la majoria dels submarins oceànics es preparessin per a les operacions navals de l'Operació Weserübung.
La Campanya de Noruega mostrà diversos problemes en la principal arma dels submarins: el torpede magnètic. Si bé els estrets fiords no donaven gaire espai als submarins per maniobrar, la gran concentració de naus de guerra britàniques, transports i naus de subministraments va oferir grans oportunitats als submarins per atacar. Una vegada i una altra, els capitans dels submarins disparaven contra els objectius britànics només per veure com el vaixell seguia navegant mentre que els torpedes explotaven prematurament o no ho feien. Ni un sol vaixell britànic va resultar enfonsat després de més de vint atacs, la qual cosa començà a minar la moral alemanya. Però el director de l'oficina de desenvolupament de torpedes seguí afirmant que es tractava d'errors de la tripulació, fins que a l'inici de 1942 es demostrà que eren problemes magnètics donada l'alta latitud i una merma lenta de l'aire pressuritzat al regulador de profunditat del torpede. Eventualment, la Kriegmsarine copià alguns torpedes britànics, que eren molt més fiables.

## Els "Temps Feliços" (juny de 1940 – febrer de 1941)
L'ocupació alemanya de Noruega a l'abril de 1940, la veloç conquesta dels Països Baixos i de França entre maig i juny, i l'entrada dels italians a la guerra al juny al costat de l'Eix transformà la guerra al mar en general i a l'Atlàntic en particular en tres punts:
.

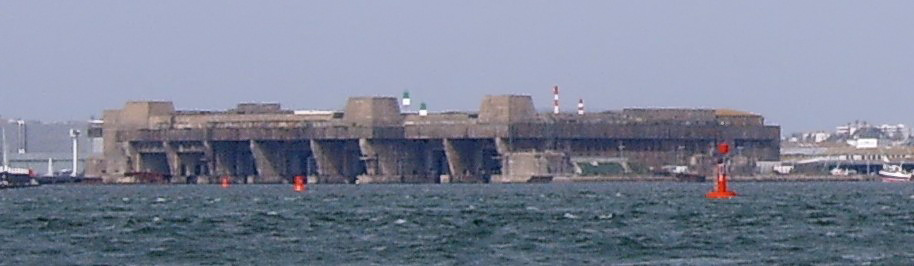
Base de submarins a Lorient

1. La Gran Bretanya perdé el seu principal aliat. El 1940, la Marina Francesa era la quarta major del món. Només un grapat de naus franceses s'uniren a les Forces de la França Lliure lluitant contra Alemanya. Amb la flota francesa fora de la campanya, la Royal Navy es veié més assetjada. La declaració de guerra d'Itàlia al juny significava que els britànics també haurien de reforçar la Flota de la Mediterrània, i establir un nou esquadró a Gibraltar, conegut com a Força H, per substituir la flota francesa a la Mediterrània occidental.
2. Els U-boats van guanyar un accés directe a l'Atlàntic. Com que el Canal de la Mànega estava minat des de 1940, els submarins tenien ordenat no travessar-lo i navegar bordejant les illes britàniques per arribar a les zones més aprofitables de cacera. Les bases franceses de Brest, An Oriant, La Pallice i La Rochelle estaven uns 700 km més a prop de l'Atlàntic que no pas les bases alemanyes del Mar del Nord i això ampliava el radi d'acció dels submarins a l'Atlàntic, permetent-los atacar combois més a l'oest i passar el doble de temps patrullant, doblant per tant l'efectivitat del Cos de Submarins. Els alemanys posteriorment construirien búnquers pels submarins a les bases franceses de l'Atlàntic, resistents als bombardeigs aliats. Des de l'inici de juliol, els U-boots començaren a atracar a les noves bases franceses quan completaven les seves patrulles atlàntiques.
3. Els destructors britànics van tenir una gran dispersió de l'Atlàntic. La campanya noruega i la invasió dels Països Baixos i de França imposaren una gran restricció en les flotilles de destructors. La Royal Navy retirà diversos dels seus destructors més vells de les rutes de combois per donar suport a les operacions de Noruega a l'abril i al maig i llavors els envià cap al Canal de la Mànega per donar suport a la retirada de Dunkerque. L'estiu de 1940 la Gran Bretanya estava enormement amenaçada d'invasió, i els destructors van ser retinguts al canal per ser disponibles per repel·lir una flota d'invasió alemanya. Els destructors van tenir grans pèrdues en totes aquestes operacions quan estaven exposats a l'atac de la Luftwaffe. A Noruega es perderen set destructors, sis més a Duinkerke i deu més entre maig i juny al Canal i al Mar del Nord, la majoria d'ells a causa dels atacs aeris perquè no tenien un armament antiaeri adequat. Dotzenes més van resultar danyats.[17]

A l'haver completat la campanya de l'Europa occidental, els submarins que havien estat retirats per col·laborar a la campanya de Noruega havien quedat alliberats de les operacions amb la flota i tornaven a la guerra contra el comerç. En aquells moments, el nombre de submarins patrullant per l'Atlàntic començà a incrementar-se, mentre que la xifra d'escortes disponibles per als combois es reduïa dràsticament. L'únic consol pels britànics era que les grans flotes de mercants dels països ocupats com Noruega i els Països Baixos ara es trobaven sota control britànic. Gran Bretanya ocupà Islàndia i les Illes Fèroe per evitar que caiguessin en mans enemigues seguint l'ocupació alemanya de Dinamarca i Noruega.
Va ser enmig d'aquestes circumstàncies que Winston Churchill, que havia esdevingut Primer Ministre el 10 de maig de 1940, va escriure al President dels Estats Units Franklin Roosevelt per demanar-li el préstec de 50 destructors obsolets. La transacció es feu efectiva (de fet era una venda, però es camuflà com a préstec per motius polítics), sota les condicions del Tractat dels Destructors per Bases, segons el qual el Regne Unit rebia 50 destructors a canvi de la cessió per 99 anys de certes bases britàniques a Terranova, Bermuda i les Índies Occidentals, un tracte financerament avantatjós per als Estats Units, la població dels quals s'oposava a l'entrada a la guerra i els seus polítics consideraven que el Regne Unit i els seus aliats la perdrien. Però el primer dels destructors va ser lliurat a les tripulacions britàniques i canadenques al setembre, i necessitaven ser rearmats i que se'ls instal·lés l'ASDIC. Van passar mesos abans que aquells destructors obsolets comencessin la seva contribució a la campanya.
Els alemanys van començar a rebre ajuda dels seus aliats italians. L'agost de 1940, una flotilla de submarins italians va ser destinada a Bordeus per atacar els vaixells aliats a l'Atlàntic. Els submarins de la Regia Marina, dissenyats per a les operacions a la Mediterrània, estaven menys preparats per atacar un comboi a l'Atlàntic que els U-boots alemanys. Tanmateix, durant el temps que els italians van operar a l'Atlàntic, van enfonsar 109 vaixells amb unes pèrdues totals de 593.864 tones. Els italians també van tenir èxit amb els torpedes humans, transports submarins en miniatura, que van aconseguir danyar diversos vaixells a Gibraltar.

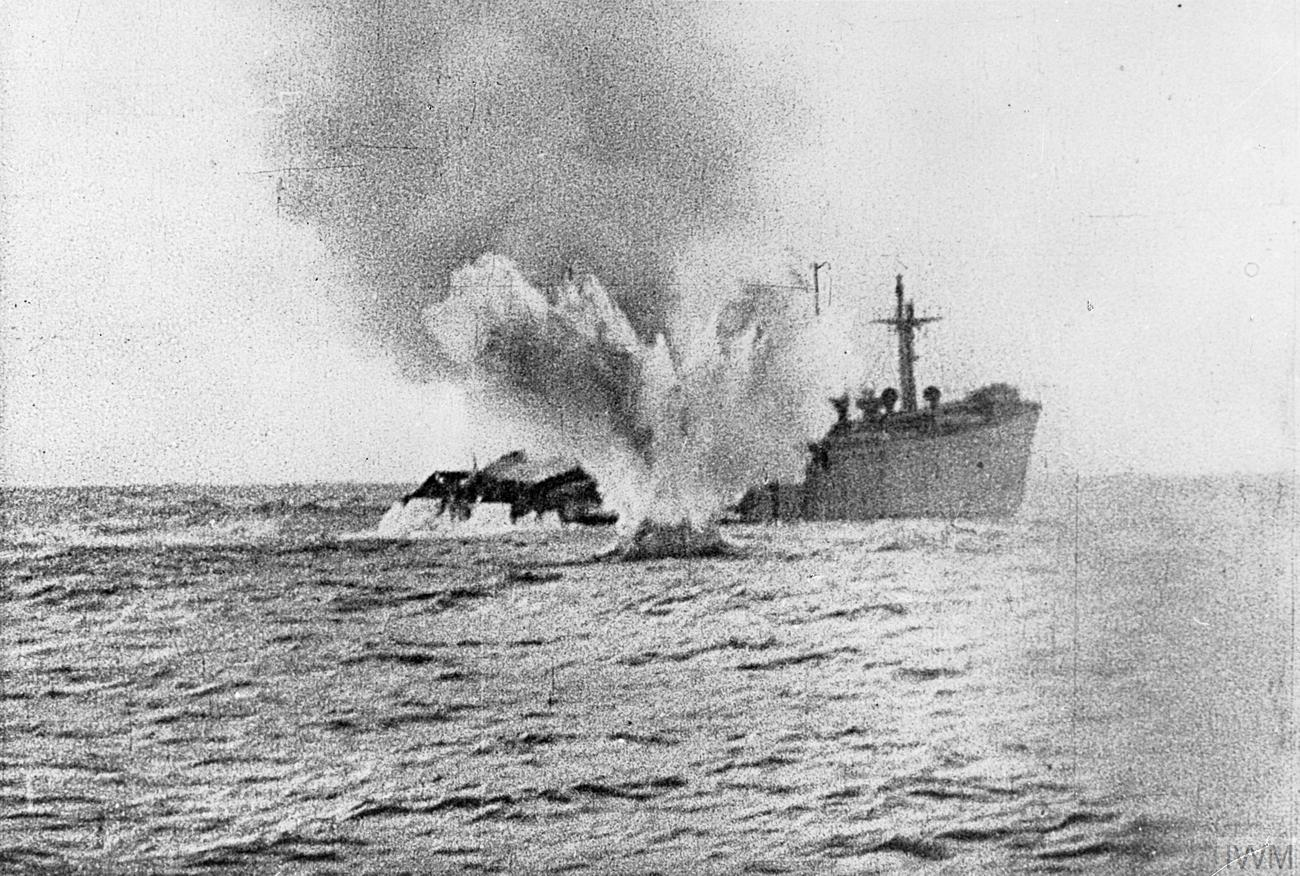
Un U-boat dispara contra un mercant que es manté a flot després de ser torpedinat

Les primeres operacions de submarins des de les bases franceses van ser d'un èxit espectacular. Va ser la millor època dels asos dels submarins com Günther Prien (U-47), Otto Kretschmer (U-99), Joachim Schepke (U-100), Engelbert Endrass (U-46), Viktor Oehrn (U-37) i Heinrich Bleichrodt (U-48). Les tripulacions dels submarins esdevingueren herois a Alemanya. Entre juny i octubre de 1940, uns 270 vaixells aliats van ser enfonsats, i aquest període va ser conegut per les tripulacions dels submarins com Die Glückliche Zeit (Els temps feliços).
L'oportunitat més gran pels U-boats era trobar els combois al vast espai oceànic. Els alemanys tenien un avió de llarg abast, el Focke-Wulf 200 Condor amb seu a Bordeus i Stavanger fet servir pel reconeixement, però donades les friccions entre la Luftwaffe i la Kriegsmarine, la font principal de detecció dels combois eren els mateixos submarins. Com que el pont d'un submarí estava molt proper a l'aigua, el seu abast de detecció visual era molt limitat.
En lloc d'acatar als combois aliats en solitari, es preferia que els submarins treballessin en equip, coordinats per ràdio. La intel·ligència alemanya havia reeixit desxifrar el llibre de codis de la Marina Mercant Britànica el que permetia estimar on i quan es podia esperar als combois. Els submarins patrullaven les línies que seguien els combois. Un cop en posició, la tripulació vigilava l'horitzó a la recerca dels pals o de fum, o feien servir hidròfons per cercar els sorolls del comboi. Quan un submarí trobava un comboi, informava de la troballa al Quarter General i esperava l'arribada d'altres submarins per llançar-se a l'atac, normalment de nit. En lloc d'haver-se d'enfrontar a un únic submarí, els escortes havien de lluitar contra mitja dotzena de submarins que els atacaven simultàniament. Els comandants més hàbils, com Otto Kretschmer, penetraven la pantalla d'escorta i atacaven les columnes de mercants des de dins. Els escortes, que sovint eren massa pocs, no tenien resposta contra un atac múltiple de submarins a la superfície de nit, mentre que els seus aparells d'ASDIC només podien treballar contra objectius submergits. Els primers aparells de radar naval, que treballaven amb bandes mètriques, encara resultaven problemàtics.
Les tàctiques de grup van ser emprades per primer cop al setembre i a l'octubre de 1940, amb efectes devastadors en una sèrie d'atacs a combois. El 21 de setembre, el Comboi HX-72, compost per 42 mercants, va ser atacat per quatre submarins i perdé onze vaixells amb dos danyats en dues nits d'atacs. A l'octubre, el SC-7, amb una escorta ridícula, va perdre el 59% dels seus vaixells. La lluita pel HX-79 als dies següents va ser pitjor per als escortes que no pas per al SC-7. La pèrdua d'un quart del comboi sense pèrdues entre els submarins, malgrat una forta escorta de dos destructors, quatre corbetes, tres vaixells d'arrossegament i un pescamines demostraren l'efectivitat de les tàctiques alemanyes contra la inadequada tecnologia submarina de l'època. Finalment, l'1 de desembre, set submarins alemanys i tres italians van atacar el Comboi HX-90, enfonsant deu vaixells i danyant tres més. L'èxit de les tàctiques d'atacar en grup contra aquests combois va encoratjar l'Almirall Dönitz a adoptar les llopades com a tàctica principal.
No només eren els submarins l'única amenaça pels combois. Després d'algunes experiències en suport de la guerra al mar durant l'Operació Weserübung, la Luftwaffe contribuí amb petits nombres d'avions a la Batalla de l'Atlàntic. Aquests eren principalment avions de reconeixement de llarg abast, primer amb els Focke-Wulf 200 i després amb els Junkers 290. En un inici, els Focke-Wulf van tenir molt èxit, reclamant 365.000 tones enfonsades a l'inici de 1941. Aquests avions no eren gaires, a més que estaven directament sota el control de la Luftwaffe; però els pilots estaven especialitzats per la guerra naval.

## Els grans exploradors de superfície

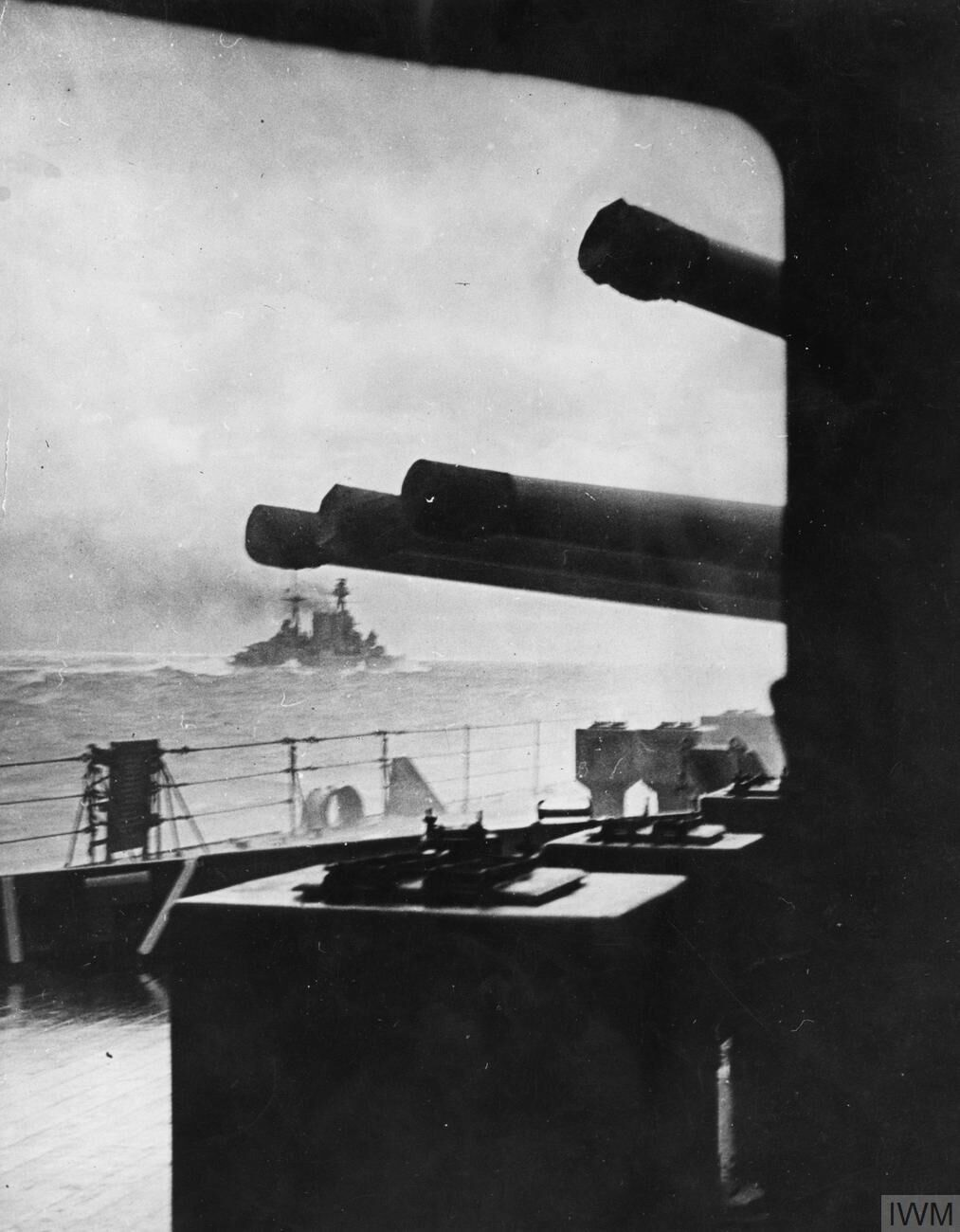
El HMS Hood lluitant contra el Bismarck el 1941

Tot i els èxits inicials, els U-boats encara no eren l'amenaça principal pels combois de l'Atlàntic nord. Amb l'excepció d'homes com Dönitz, la majoria dels oficials navals d'ambdós bàndols veien els grans vaixells de guerra com la gran amenaça pel comerç.
Durant la primera meitat de 1940, no hi hagué exploradors de superfície alemanys perquè la flota alemanya havia estat concentrada per a la invasió de Noruega, i l'únic cuirassat de butxaca, l' Admiral Graf Spee havia estat deixat fora de combat a la batalla del Riu de la Plata. Però des de l'estiu de 1940, una petita força de vaixells de guerra i mercants armats van salpar d'Alemanya cap a l'Atlàntic.
El poder d'un cuirassat contra un comboi va quedar demostrat pel destí del Comboi HX-84, que va ser localitzat pel cuirassat de butxaca Admiral Scheer el 5 de novembre de 1940. L'Admiral Scheer va enfonsar ràpidament cinc vaixells, deixant-ne més danyats. Només el sacrifici del HMS Jervis Bay i l'arribada de la nit permeteren fugir a la resta del comboi. Els britànics suspengueren els combois i la Home Fleet salpà per tal d'interceptar al Scheer, però va ser una recerca inútil, car desaparegué a l'Atlàntic sud i reaparegué al mes següent a l'Índic.
Altres vaixells alemanys van començar a fer-se presents a l'Atlàntic. El dia de Nadal de 1940, l'Admiral Hipper atacà el comboi de tropes WS-5A, però va haver de retirar-se per l'escorta. El Hipper va tenir més èxit dos mesos després, el 12 de febrer de 1941, quan es trobà al comboi SLS-64, format per 19 vaixells sense escorta de cap mena i en va enfonsar nou. El gener de 1941, els ràpids creuers Scharnhorst i Gneisenau, els canons dels quals superaven els de qualsevol vaixell aliat que els pogués seguir, s'havien dirigit a mar obert des d'Alemanya per atacar les rutes de navegació en l'Operació Berlín. Amb tants exploradors per tot l'Atlàntic, els britànics van veure's obligats a protegir els combois amb cuirassats sempre que fos possible. Això salvà en dues ocasions als combois: al febrer, la presència del vell cuirassat HMS Ramillies va protegir el Comboi HX-106; i un mes després, el Comboi SL-67 va ser salvat per la presència del cuirassat de la I Guerra Mundial HMS Malaya.
Al maig, els alemanys prepararen l'atac més ambiciós de tots: l'Operació Rheinübung. El nou cuirassat Bismarck i el Prinz Eugen van ser dirigits a atacar els combois. Avisats per la intel·ligència, un esquadró britànic els interceptà a Islàndia. La batalla de l'Estret de Dinamarca que va seguir va ser un desastre propagandístic per als britànics, a causa de la pèrdua del creuer HMS Hood sota el foc del Bismarck. Gràcies a l'impacte d'un torpede als timons, en la que fou la seva  darrera batalla, el Bismark va ser enfonsat per la Home Fleet tres dies després. L'enfonsament va marcar el final de l'era dels atacs amb naus de guerra.
La tornada a port del Scharnhorst, del Gneisenau i del Prinz Eugen al febrer de 1942 va marcar el final de l'amenaça de la flota de superfície alemanya a l'Atlàntic. La pèrdua del Bismarck, els combois àrtics i l'amenaça de la invasió de Noruega van persuadir Hitler que es retirés.
La guerra havia arribat massa aviat perquè el Pla Z d'expansió naval alemany estava lluny de veure's complert. El concepte de naus de guerra suficientment poderoses per destruir qualsevol escorta de comboi, amb vaixells per anihilar el comboi mai no s'assolí. Malgrat que el nombre de vaixells enfonsats per la flota de superfície era relativament petit en comparació a les pèrdues pels submarins, les mines o els avions, els atacs tanmateix van desbaratar el sistema aliat de combois i reduir seriosament les importacions britàniques.

## Els escortes contraataquen (març - maig de 1941)
Les desastroses lluites dels combois a l'octubre de 1940 van forçar un canvi en les tàctiques britàniques. La més important va ser la introducció d'un grup d'escorta permanent per millorar la coordinació i l'efectivitat dels homes i els vaixells en combat. Els esforços britànics van ser ajudats per un increment gradual en el nombre d'escortes, mentre que els destructors rebuts dels americans i les noves corbetes classe Flower construïdes per les drassanes britàniques i canadenques ja començaven a entrar en servei en nombre considerable. Aquests vaixells van reforçar la Royal Canadian Navy, que havia començat la guerra amb només un grapat de destructors. Altres vaixells van ser lliurats a mariners de la França Lliure, noruecs i neerlandesos, però van ser una minoria i sempre sota control britànic. El 1941, l'opinió pública americana s'anava inclinant contra Alemanya, però la guerra encara era essencialment entre l'Imperi Britànic i Alemanya.
Inicialment, els nous grups d'escorta consistien en dos o tres destructors i mitja dotzena de corbetes. Com que dos o tres normalment s'havien de quedar a port per reparar els danys causats pel temps o pels combats, els grups normalment salpaven amb sis vaixells. Es preparà una nova base naval a Tobermory per preparar els nous vaixells d'escorta i les seves tripulacions per a les demandes de la batalla, sota l'estricte règim del vicealmirall Gilbert O. Stephenson.
Al febrer de 1941, l'Almirallat va desplaçar el Quarter General del Comandament de les Aproximacions Occidentals de Plymouth a Liverpool, molt més proper als combois de l'Atlàntic. També s'assolí una major cooperació amb l'aviació. A l'abril, l'Almirallat va prendre el control operatiu sobre els avions del Comandament de Costes. Tàcticament, el nou radar d'ona curta, capaç de detectar els submarins emergits, començà a arribar als vaixells petits i als avions durant 1941.
L'impacte d'aquests canvis es començà a sentir a les batalles dels combois durant la primavera de 1941. A l'inici de març, l'U 47 de Prien ja no tornà d'una patrulla. Dues setmanes més tard, a la batalla del Comboi HX-112, el recentment format 3r Grup d'Escorta, format per cinc destructors i dos corbetes, va allunyar els submarins. El destructor Vanoc va detectar l'U 100 amb el seu radar primitiu, atacant-lo i destruint-lo. Poc després, l'U 99 també va ser localitzat i enfonsat, amb la seva tripulació capturada. Dönitz havia perdut els seus tres asos principals: Kretschmer, Prien i Schepke.
Dönitz va desplaçar els seus submarins encara més a l'oest, per tal de trobar els combois abans que se'ls unissin les escortes antisubmarines. Aquesta nova estratègia va tenir èxit a l'inici d'abril, quan una llopada trobà el Comboi SC-26 abans d'unir-se a la seva escorta: deu vaixells van ser enfonsats, però es perdé un altre submarí.
El 9 de maig, el destructor britànic HMS Bulldog capturà l'U-110 i recuperà una Màquina Enigma sencera i intacta. Combinada amb un parell de captures més, això va ser un punt d'inflexió vital pels esforços aliats de trencar el codi alemany. La màquina va ser portada a Bletchley Park, on es va fer servir per trencar els codis alemanys. Això, i el geni d'homes com Tommy Flowers i Alan Turing donarien als britànics la clau per llegir els missatges navals alemanys durant molt de temps de la resta de la campanya i, incidentalment, va donar un impuls nou per al desenvolupament del primer estri electrònic programable: l'ordinador Colossus.

## Juny – desembre de 1941
vegeu també: Combois àrtics de la Segona Guerra Mundial
El juny de 1941, els britànics van decidir proveir d'escorta els combois durant tota la travessa de l'Atlàntic. Amb aquesta finalitat, el 23 de maig, l'Almirallat demanà a la Royal Canadian Navy que assumís la responsabilitat de protegir els combois a la zona occidental i que establís bases per la força d'escortes a Terranova. El 13 de juny, el Comodor L.W. Murray, de la RCN, assumí el càrrec com a Comodor Comandant de la Força d'Escortes de Terranova, sota l'autoritat del Comandant en Cap del Comandament de les Aproximacions Occidentals, a Liverpool. Sis destructors canadencs i disset corbetes, reforçats per set destructors, tres balandres i cinc corbetes de la Royal Navy es van unir a la força per escortar els combois des dels ports canadencs fins a Terranova, i d'allà a un punt de reunió al sud d'Islàndia, on un grup d'escorta britànic els substituïa.

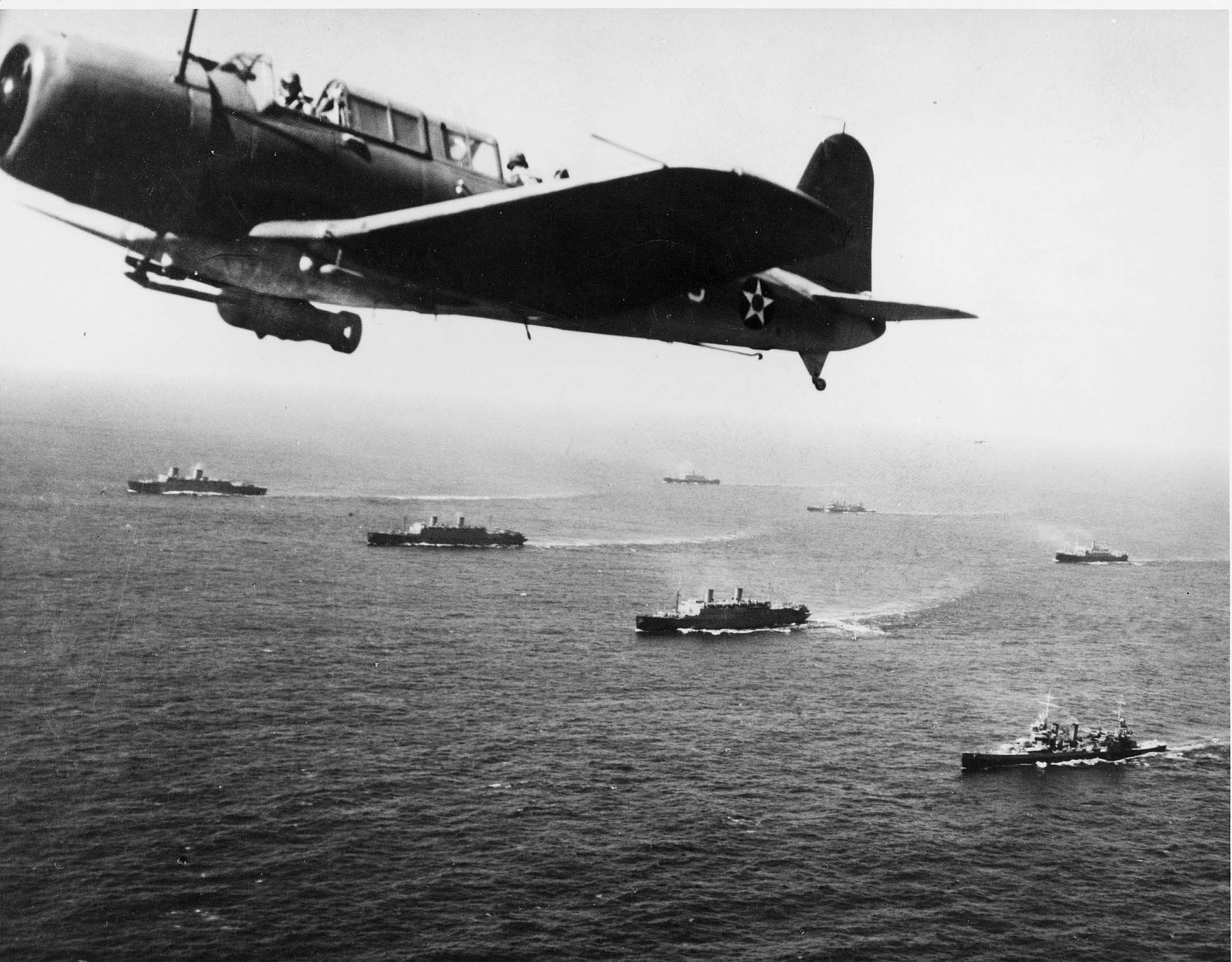
Un bombarder SB2U Vindicator explorador dl'USS Ranger (CV-4) sobrevola en una patrulla antisubmarina sobre el comboi WS-12, en ruta cap a Ciutat del Cap, el 27 de novembre de 1941. El comboi va ser un dels molts escortats per la Marina dels Estats Units abans que els americans entressin en guerra

El 1941, els Estats Units prenien un paper cada cop més gran a la guerra, tot i la seva neutralitat nominal. L'abril del 1941, el President Roosevelt estengué la «Zona de Seguretat Pan-Americana» gairebé fins a Islàndia. Les forces britàniques havien ocupat Islàndia quan Dinamarca va ser conquerida en l'Operació Weserübung pels alemanys el 1940, i els americans van proposar d'enviar tropes per rellevar les britàniques destinades a l'illa. Les naus de guerra americanes començaren a escortar els combois aliats a l'Atlàntic occidental fins a Islàndia i van tenir diversos encontres hostils amb els U-boats. Després de la declaració de guerra dels Estats Units s'organitzà una Força d'Escorta Mig-Oceànica, formada per destructors i corbetes britàniques, americanes i canadenques.
Al juny de 1941 els Estats Units s'adonaren que l'Atlàntic tropical era més perillós per als mercants americans sense escorta. El 21 de maig, l'SS Robin Moor, un vaixell americà que no portava subministraments militars, va ser aturat pel U-69 a 1.200 km a l'oest de Sierra Leona. Després d'un marge de treinta minuts perquè els passatgers i la tripulació poguessin embarcar-se a les llanxes salvavides, l'U-69 enfonsà el vaixell. Els supervivents van vagar per l'oceà sense ser rescatats durant divuit dies. Quan arribà la notícia de l'enfonsament als Estats Units, poques companyies de navegació se sentien segures. Al mateix temps, els britànics treballaven en una sèrie de desenvolupaments tècnics dirigits contra la superioritat submarina alemanya. Si bé es tractaren d'invencions britàniques, la tecnologia va ser proveïda gratuïtament als americans, que els van donar un nom nou i les van fabricar. En molts casos, això va fer que es pensés que eren invencions americanes, quan en realitat eren britàniques.
Primerament, es desenvoluparen càrregues de profunditat que es disparaven als laterals dels destructors en comptes de deixar-les caure per la popa a mesura que passava el destructor. L'ASDIC perdia el contacte i llavors els submarins aprofitaven per escapar. A més, les càrregues eren disparades en grup, per «encaixar» l'enemic amb les explosions. L'ona expansiva destruiria als submarins, colpejant-los per tot arreu quan es trobaven enmig de les explosions.
Després de l'atac d'un submarí alemany al destructor USS Greer, l'11 de setembre de 1941, Franklin Delano Roosevelt va declarar que les naus americanes dispararien a les naus alemanyes que els ataquessin en zona americana.

### Mercants amb catapultes d'avió
El radi d'acció dels avions augmentava dia rere dia, però llavors l'Atlàntic seguia sent massa ample per ser cobert sempre totalment. Una mesura d'emergència va ser fixant rampes de llançament en alguns transports coneguts com a "Mercant Catapulta d'Avió (vaixells CAM, armats amb un caça Hurricane. Quan un avió alemany s'apropava, el caça era llançat per abatre o per allunyar l'enemic, i després el pilot ameritzava i era rescatat per un dels vaixells d'escorta si ho feia massa lluny. Només es van emprendre 8 llançaments de combat, que van resultar en 6 avions de l'Eix abatuts i la pèrdua d'un pilot aliat.
L'amenaça aèria alemanya va ser gradualment apartada de la campanya per un Comandament Costaner de la RAF cada cop més fort i per la introducció dels primers vaixells CAM.

### Localitzador de Direcció d'Alta Freqüència
Un dels principals desenvolupaments va ser l'equipament de localització de direcció per ràdio, conegut com a HF/DF (High-Frequency Direction-Finding, localitzador de direcció d'alta freqüència), o Huff-Duff que va ser gradualment implantat als bucs d'escorta majors. El HF/DF deixava a un operador veure la direcció d'una transmissió, encara que no es poguessin llegir els missatges enviats. Amb la tàctica de llopades que feien que els submarins emergissin a la superfície per informar de la posició d'un comboi, hi havia un trànsit continu de missatges per interceptar. Un destructor podia dirigir-se cap a la direcció del senyal per atacar el submarí o, com a mínim, per fer-lo submergir-se i evitar que pogués organitzar un atac coherent contra el comboi. Quan en un comboi hi havia dos vaixells equipats amb el HF/DF, es podia triangular la posició dels submarins. A més, els britànics van estendre l'ús d'estacions d'HF/DF a la costa, així podien informar contínuament els combois amb les posicions dels submarins que hi havia als seus voltants en tot moment.
La tecnologia radiofònica darrere del HF/DF va ser ben entesa per ambdós bàndols, però la tecnologia comuna d'abans de la guerra usava una antena girada a mà per fixar la direcció del transmissor. Aquesta era una tasca delicada, que necessitava molt de temps per obtenir una gradació acurada, i es podia fixar el recíproc del senyal a 180 graus. Sabent això, els operadors de ràdio alemanys consideraven que estarien més segurs si només enviaven missatges curts. Tanmateix, els britànics van desenvolupar un indicador basat en un oscil·loscopi que fixava instantàniament la posició dels missatges curts. Amb això no calia triangular tant sovint i l'escorta podia dirigir-se directament i fer servir el radar per posicionar-se fàcilment. Molts U-boots van ser sorpresos i enfonsats així. És un bon exemple de la gran diferència que podien representar aspectes menors de la tecnologia en aquesta batalla.

### Enigma desxifrat
Rebentar el codis de la màquina codificadora Enigma va ser un factor principal en l'èxit britànic durant la segona meitat de 1941 (i, per extensió, durant la resta de la campanya). La tàctica de les llopades es basava en comunicacions radiofòniques, basades en l'assumpció que el codi Enigma no podia ser desxifrat i que en utilitzar missatges curts no es podia localitzar amb precisió el submarí emissor. Ambdues assumpcions eren incorrectes. Durant l'estiu i la tardor de 1941, en combinar els missatges d'Enigma desxifrats amb la localització de la direcció radiofònica va permetre als britànics establir les posicions de les línies de patrulla alemanyes i desviar els combois per altres rutes per evitar-los.
Però aquesta conjunció de forces dels Aliats havien de confrontar-se amb un nombre creixent d'U-boots. L'U-Boot tipus VIIC començà a introduir-se en grans quantitats a l'Atlàntic el 1941. Tot i que els Aliats normalment van tenir èxit en la defensa dels combois durant l'estiu i la tardor de 1941, no van poder enfonsar U-boots en nombre suficient. Les corbetes d'escorta classe Flower podien detectar-los i defensar-se, però no eren prou ràpides per llançar-se a l'atac.
A l'octubre de 1941, Hitler ordenà Dönitz que mogués diversos U-boots cap a la Mediterrània, per donar suport a les operacions alemanyes en la batalla de la Mediterrània. La concentració prop de Gibraltar resultà en una sèrie de batalles als voltants dels combois de Gibraltar i Sierra Leona. Al desembre de 1941, el Comboi HG-76 salpà, escortat pel 36è Grup d'Escorta de dues balandres i sis corbetes a les ordres del capità Frederic John Walker, reforçat pel primer dels seus portaavions d'escorta HMS Audacity i de tres destructors provinents de Gibraltar. El comboi va ser immediatament interceptat pels submarins que estaven a l'espera, resultant en una batalla brutal. Walker era un innovador tàctic, els seus vaixells estaven altament entrenats i la presència d'un portaavions volia dir que els U-boots serien sovint albirats i obligats a submergir-se abans de poder-se apropar suficientment al comboi. Durant els 5 dies següents, cinc U-boots van ser enfonsats (quatre d'ells pel grup de Walker), tot i la pèrdua de l'Audacy després de dos dies. Els britànics van perdre l'Audacy, un destructor i dos mercants, però va ser la primera victòria clara d'un comboi britànic en la campanya.
Gràcies al dur esforç, els Aliats a poc a poc guanyaven la mà vers la fi de l'any 1941. Si bé els vaixells de guerra aliats fracassaven en la seva tasca d'enfonsar els U-boots en grans quantitats, molts combois van reeixir evitar totalment ser atacats. Les pèrdues de vaixells eren altes, però encara eren sostenibles.

## Operació Repic de Tambor (gener – juny de 1942)
L'Atac a Pearl Harbor i la subseqüent declaració de guerra per part d'Alemanya contra els Estats Units van tenir un efecte immediat sobre la campanya. Dönitz planejà ben aviat atacar els vaixells de la costa Est dels Estats Units. Dönitz només tenia dotze submarins tipus IX capaços de fer el llarg viatge fins als Estats Units, i la meitat es trobaven a la Mediterrània. De la resta, un es trobava sota reparacions, quedant només cinc U-boots disponibles per a l'Operació Repic de Tambor (Paukenschlag).

Un petrolier siluetejat contra els llums d'una ciutat.

Els Estats Units, sense experiència directa en guerra naval moderna a les seves pròpies costes, no van fer servir els enfosquiments. Els U-boots simplement s'estaven a l'espera i disparaven contra els vaixells que quedaven siluetejats contra els llums de les ciutats. El comandant en cap de la flota dels Estats Units, l'almirall Ernest King, de sentiments antibritànics, inicialment rebutjà els consells de la Royal Navy perquè enfosquís les costes o adoptés un sistema de combois. King ha estat molt criticat per la seva decisió, però els seus defensors argumenten que la flota de destructors era limitada en aquells moments (en part a causa de la venda dels cinquanta destructors vells a la Gran Bretanya a l'inici de la guerra), i King afirmava que era molt més important que els destructors protegissin els transports de tropes aliades que no pas el comerç naval. Els seus vaixells també estaven ocupats en els combois de material a la Unió Soviètica, a més de la lluita contra els japonesos al Pacífic. Tanmateix, això no explica que rebutgés la petició de les apagades a la costa o que respongués a qualsevol consell que li oferís la Royal Navy. No es va perdre cap transport de tropes, però els mercants que operaven a les aigües americanes estaven altament exposats i van patir enormement. El paroxisme arribà al punt en què la Gran Bretanya hagué de construir escortes costaneres per enviar-les (gratuïtament) als Estats Units en un Préstec-Arrendament revertit, perquè King no va voler (o va ser incapaç) fer ell mateix una provisió.

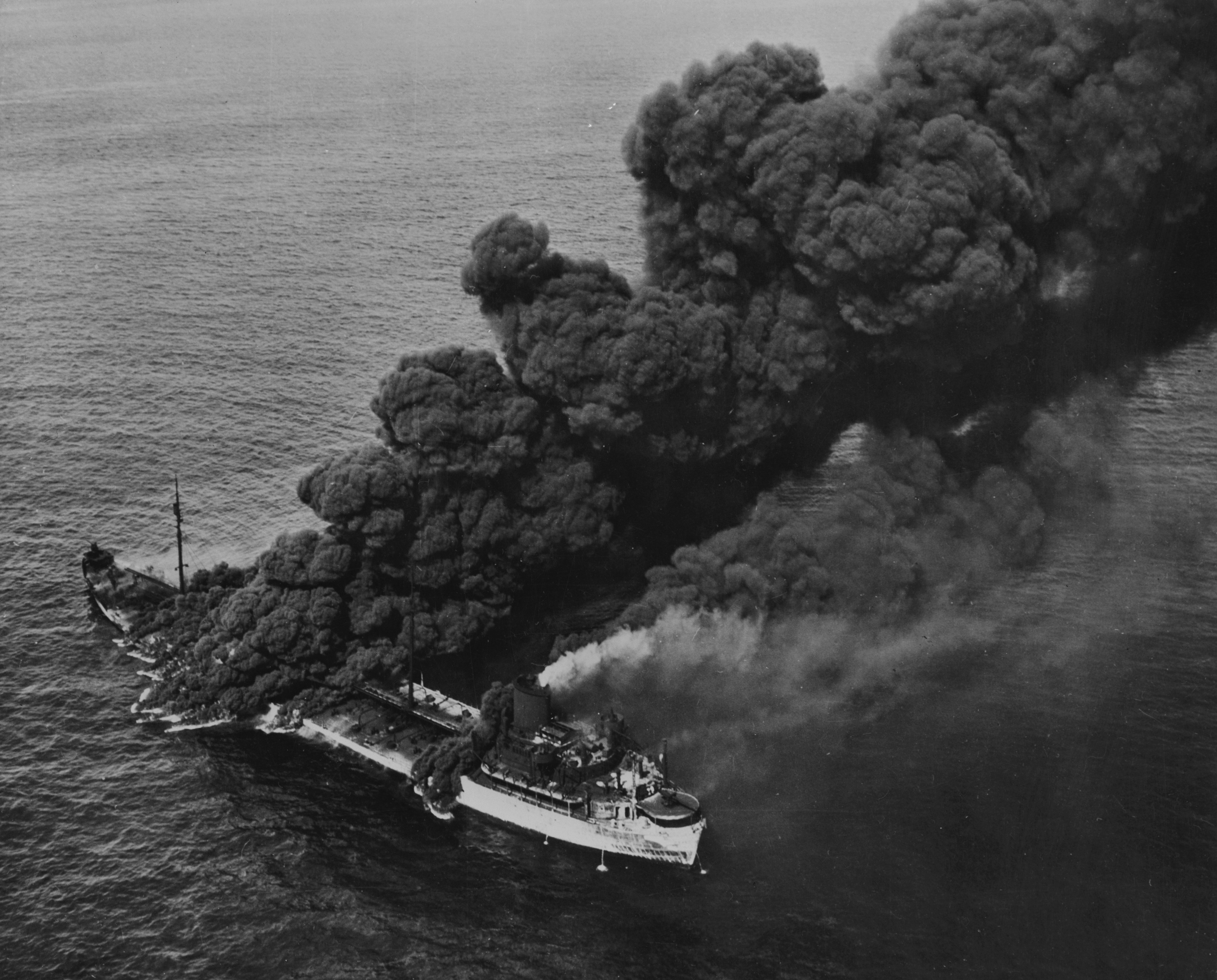
El petrolier, MS Pennsylvania Sun, torpedinat per l'Unterseeboot 57 el 15 de juliol de 1942

Els primers submarins van començar a atacar el 13 de gener de 1942, i quan el 6 de febrer van iniciar el seu retorn cap a França, havien enfonsat 156.939 tones sense patir cap pèrdua. La primera onada de Classe IX va ser substituïda per submarins Classe VII i IX, que repostaven combustible en alta mar mitjançant petroliers submarins tipus XIV, anomenats «Vaques Lleteres», i enfonsaren 397 vaixells amb un total de dos milions de tones (si bé, com ja s'ha dit anteriorment, sense enfonsar ni un sol transport de tropes).
Al maig, King (en aquell temps comandant en cap de la flota americana i cap d'operacions navals) finalment decidí adoptar un sistema de combois. Ràpidament portà a la pèrdua de set U-boots; però la US Navy no tenia prou vaixells per tapar tots els forats, i els U-boots continuaven operant lliurement durant la batalla del Carib i a través del Golf de Mèxic (a on efectivament van tancar diversos ports americans) fins al juliol, quan les escortes britàniques van començar a arribar. La institució d'un sistema de combois a la costa americana i al Mar Carib a mitjan 1942 resultà en una caiguda immediata dels atacs en aquelles zones. L'atenció tornà als combois atlàntics. Pels aliats, si bé la situació era seriosa, no era tan crítica com havia estat.
L'Operació Repic de Timbal va tenir un altre efecte: va tenir tant d'èxit que la política de guerra econòmica de Dönitz va ser vista per Hitler com l'únic ús efectiu dels U-boots, i li donà el comandament absolut per usar-los com ho estava fent. Mentrestant, l'Almirall Raeder va ser retirat de les seves funcions a conseqüència d'una desastrosa Campanya del Mar de Barents, en la qual dos creuers pesants alemanys van ser posats fora de combat per una dotzena de destructors de la Royal Navy. Dönitz va ser ascendit al rang de Großadmiral i nomenat Comandant de la Kriegsmarine, i totes les prioritats de construcció van passar als submarins.

## La batalla retorna a l'Atlàntic (juliol de 1942 – febrer de 1943)

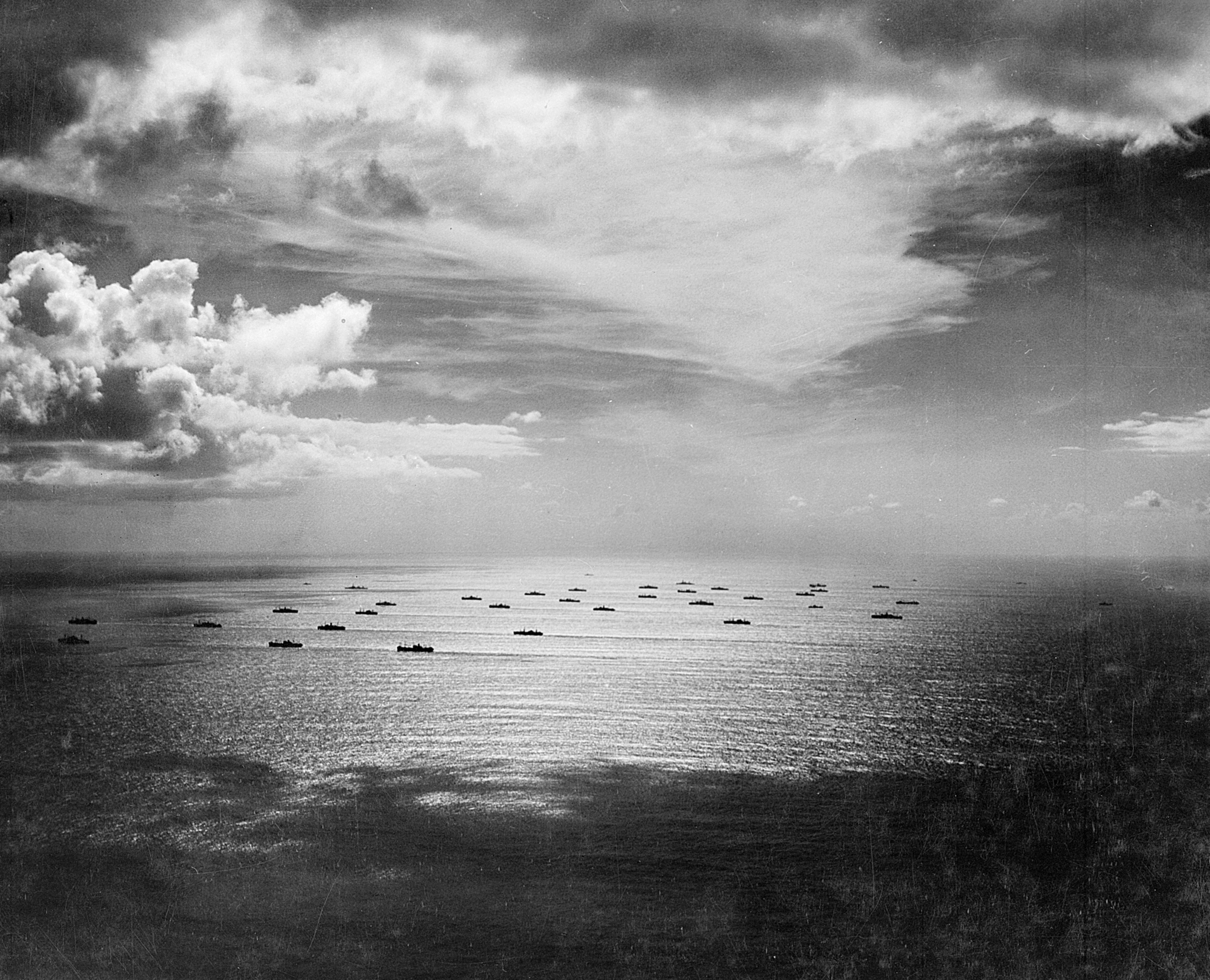
Un comboi aliat es dirigeix a través de l'Atlàntic cap a l'Àfrica, al novembre de 1942

A mesura que la US Navy organitzava ràpidament combois, les pèrdues de vaixells per atacs de submarins va caure immediatament, i Dönitz s'adonà que els seus submarins serien més útils en qualsevol altre lloc. El 19 de juliol de 1942 ordenà als seus darrers submarins que es retiressin de la costa atlàntica dels Estats Units, i a la fi del mes tornà a fixar-se en l'Atlàntic nord. El Comboi SC-94 marcà el retorn dels U-boots als combois entre Canadà i les illes britàniques.
Allà hi havia suficients submarins per explorar l'Atlàntic i poder formar diverses llopades per atacar diverses rutes dels combois. Sovint podien atacar fins a deu o quinze U-boots en una o dues onades, seguint combois com el SC-104 o el SC-107 durant el dia i atacant-los durant la nit. Les pèrdues s'incrementaren ràpidament, i a l'octubre de 1942 es van perdre 56 vaixells amb 258.000 tones a la zona de buit aeri entre Groenlàndia i Islàndia, a la qual no arribaven les cada vegada més freqüents patrulles aèries aliades.
El 19 de novembre de 1943, l'Almirall Noble va ser substituït com a comandant en cap del Comandament de les Aproximacions Occidentals per l'almirall Sir Max Horton. Horton emprà el nombre creixent d'escortes disponibles per organitzar grups de suport que es farien servir per reforçar als combois que estaven sent atacats. A diferència dels grups d'escorta regulars, els grups de suport no eren directament responsables de la seguretat de cap comboi en particular. Aquesta manca de responsabilitat els va donar una flexibilitat tàctica major, permetent-los destacar vaixells per caçar submarins descoberts pel reconeixement o mitjançant el HF/DF. En les situacions en què les escortes havien de retornar amb el seu comboi, els grups de suport eren capaços de persistir en la cacera d'un submarí durant hores. Una tàctica emprada pel Capità Walker era situar-se al damunt d'un U-boot i esperar fins que se li esgotés la reserva d'aire, forçant-lo així que hagués d'emergir.

### El Hedgehog

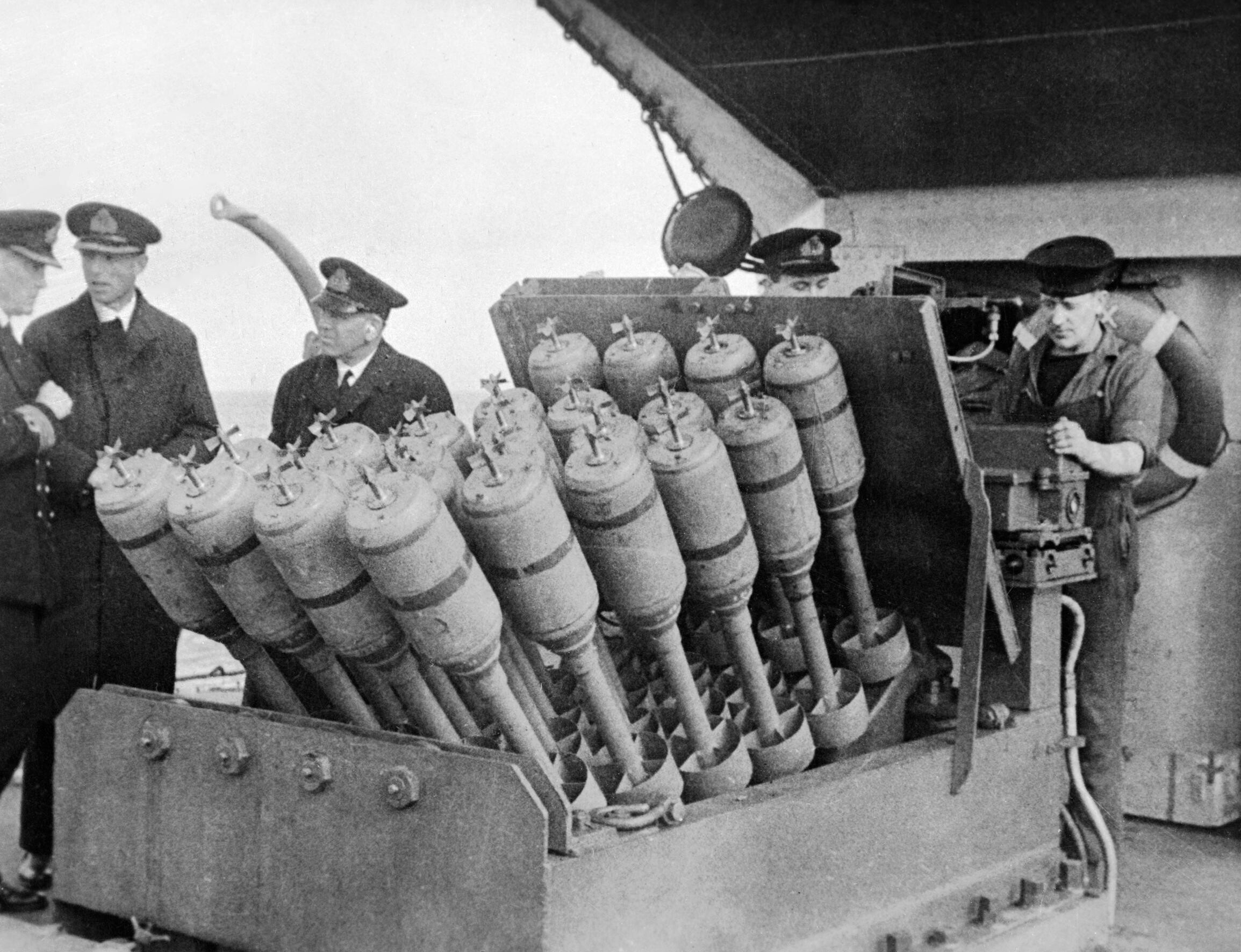
El Hedgehog, un morter anti-submarí de 24 canons, muntat al castell del destructor HMS Westcott

A la fi de 1942, els britànics havien desenvolupat una nova arma amb la qual van dotar els vaixells de guerra: el Hedgehog, un morter anti-submarí que disparava 24 bombes de contacte directament al davant del vaixell atacant. A diferència de les càrregues de profunditat, que explotaven a certes fondàries al darrere de l'atacant, removent l'aigua i dificultant seguir l'objectiu, les càrregues del Hedgehog només explotaven si topaven amb un submarí. Això significava que un submarí podia ser contínuament seguit i atacat fins que fos enfonsat. El Hedgehog va ser una arma molt efectiva i va elevar el percentatge de morts d'un 7% dels atacs a prop d'un 25%. Quan una de les càrregues del Gedgehog explotava, detonava les altres, incrementant així l'efectivitat de l'arma.

### El Llum Leigh

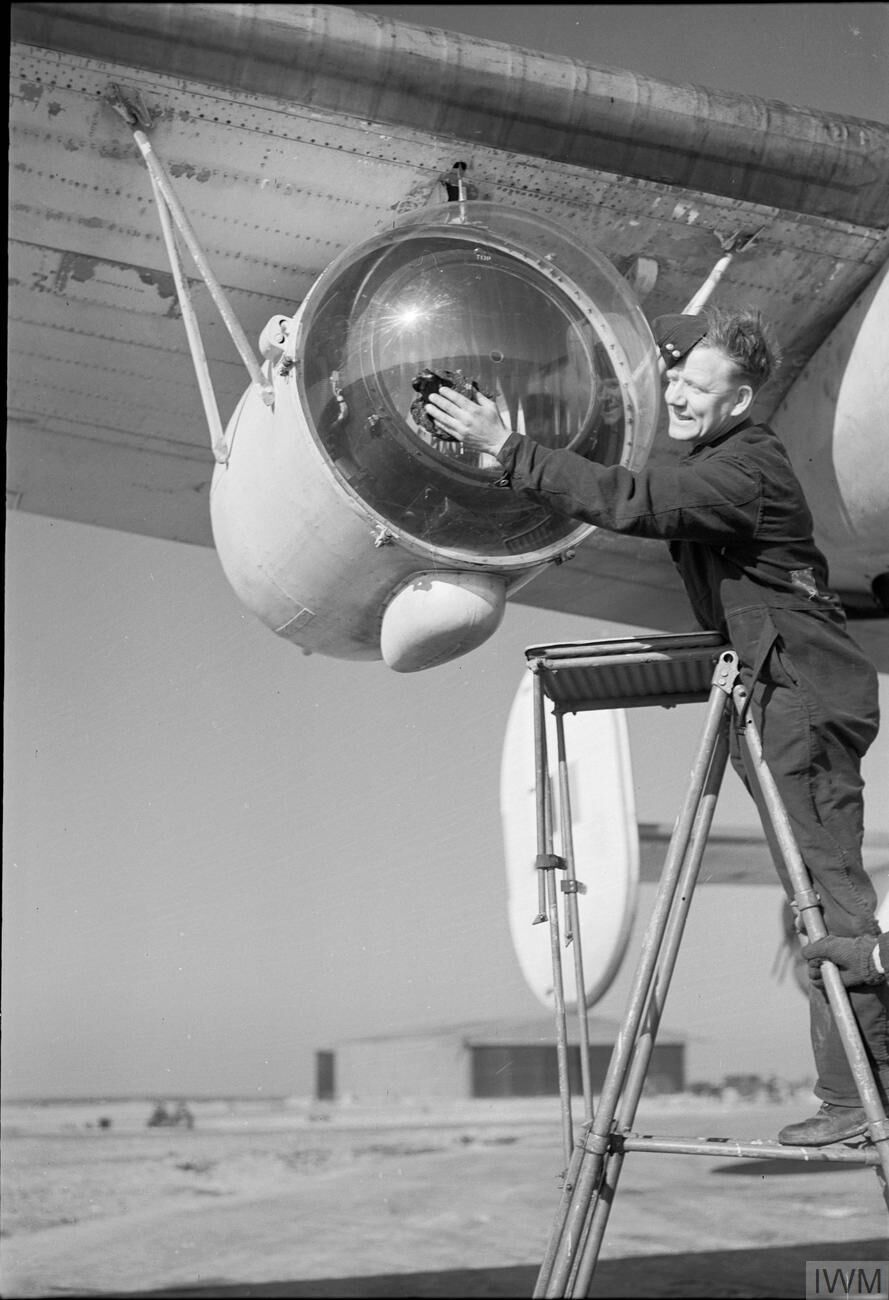
Un llum Leigh, fet servir per seguir submarins a la superfície durant la nit, fixat en un Liberator del Comandament Costaner de la RAF, el 26 de febrer de 1944.

La detecció mitjançant avions equipats amb radar podia sorprendre l'activitat dels submarins en una zona, però l'atac d'un avió només podria ser efectiu amb bona visibilitat. Durant la nit els U-boots estaven protegits dels avions per la foscor, fins que el desenvolupament d'un sistema d'il·luminació donà als avions una eina adequada per a l'atac.
La introducció pels britànics del Llum Leigh el juny de 1942 va ser un factor significatiu en la lluita de l'Atlàntic Nord. Era un potent focus que automàticament s'alineava amb el radar de l'avió per il·luminar objectius de cop i volta en les darreres etapes d'un atac. Això permetia als avions britànics atacar els U-boots mentre estaven recarregant les bateries a la superfície durant la nit.
Els comandants d'U-boot supervivents van explicar el temor particular provocar per aquesta arma, car durant la nit l'avió era inaudible a causa del soroll del submarí. L'avió detectava el submarí amb un radar centimètric que era indetectable per l'equipació habitual dels submarins, llavors s'hi alineava i començava l'atac. Aproximadament a una milla de distància, el focus s'encenia automàticament, il·luminant curosament l'objectiu des del cel, donant-li només uns cinc segons d'avis abans d'atacar-lo amb càrregues de profunditat. Una caiguda en les pèrdues de vaixells aliats de 600.000 a només 200.000 tones al mes va ser atribuïda a aquest aparell.

### El receptor Metox
L'agost de 1942, els U-boots van ser dotats amb detectors de radar per permetre'ls fugir dels atacs sobtats amb avions o corbetes equipats amb radar. El primer equipament, anomenat el Metox en honor del seu creador, era capaç de detectar les bandes mètriques emprades pels primers radars. Això no només permeté als U-boots evitar la detecció pels escortes canadencs i estatunidencs, equipats amb equips de radoar obsolets, sinó que els ajudava a atacar els combois que empressin aquest tipus de radar.

## El clímax de la campanya (març de 1943 – maig de 1943 "Maig Negre")
Després del Comboi ON-154, el clima hivernal portà un breu respir a la lluita al gener abans dels combois SC-118 i ON-166 al febrer, però a la primavera de 1943, les batalles dels combois tornaren amb la mateixa ferocitat. A la primavera hi havia diversos submarins patrullant el nord d'Àfrica, fent que en aquella zona fos molt difícil pels combois escapar a la detecció. Al març, els escortes van ser derrotats als combats dels combois HX-228, SC-121, SC-122 i HX-229. 120 vaixells van acabar al fons del mar, 82 dels quals a l'Atlàntic (476.000 tones), per 12 submarins destruïts.
La situació dels subministraments a la Gran Bretanya era tal que es començà a parlar sobre la impossibilitat de prosseguir amb l'esforç de guerra, amb uns subministraments de combustible tan baixos. Semblava que Dönitz estava guanyant la guerra. Però els dos mesos següents portarien un gir de la fortuna complert. A l'abril això no obstant, les pèrdues de submarins s'incrementaren alhora que la xifra e vaixells enfonsats queia dramàticament. 39 vaixells de 235.000 tones van ser enfonsats a l'Atlàntic, per 15 submarins destruïts. Al maig, les llopades ja no van tenir més cap mena d'avantatge, i aquell mes seria conegut com el "Maig Negre" per a la U-Boot Waffe.
El punt d'inflexió va ser la lluita al voltant del lent Comboi ONS-5 (abril-maig 1943), quan un comboi de 43 mercants, escortats per setze naus de guerra, va ser atacat per treinta U-boots. Encara que tretze mercants van ser enfonsats, sis U-boots van ser enfonsats per les escortes o pels avions aliats. Tot i que una tempesta separà el comboi, els mercants van arribar a la zona amb protecció aèria amb seu a terra, fent que l'Almirall Dönitz suspengués l'atac. Dues setmanes després, el SC-130 va destruir 5 submarins sense patir cap pèrdua. Encarant el desastre, Dönitz suspengué totes les operacions a l'Atlàntic nord.
En total, durant el maig es destruïren 43 U-boots, 34 d'ells a l'Atlàntic (això representava un quart de la força total dels submarins operatius). Els aliats van perdre 58 vaixells al maig, 34 dels quals (134.000 tones) a l'Atlàntic.

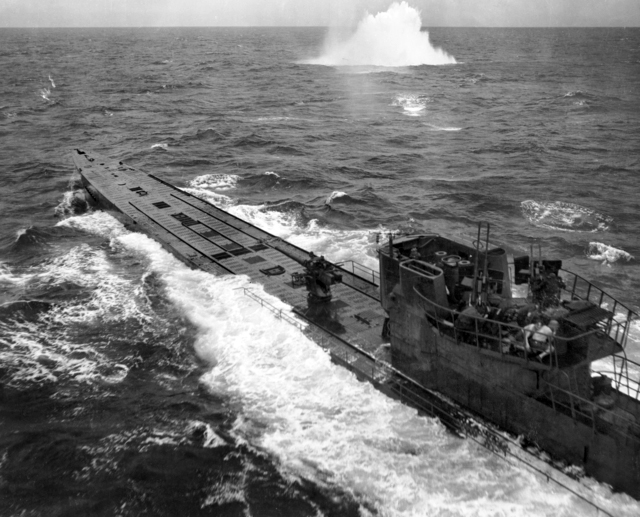
Un U-Boat sota l'atac d'un avió aliat el 1943

### Convergència de tecnologies
La Batalla de l'Atlàntic va ser guanyada pels Aliats en dos mesos. No hi ha un únic motiu, però el que donà la victòria final va ser una sobtada convergència de tecnologies, combinada amb un increment en els recursos aliats.
El forat de l'Atlàntic mig, que havia restat inabastable per als avions, va poder-se cobrir amb el B-24 Liberator de llarg abast. A la primavera de 1943 els britànics havien desenvolupat un radar centimètric per a escanejar el mar, suficientment petit per ser portat en un avió patruller armat amb càrregues de profunditat aerotransportades. El radar centrimetric millorà enormement la detecció dels submarins en anul·lar el sistema d'alarma alemanya Metox. A més, s'augmentà la cobertura aèria mitjançant la introducció de mercants reconvertits en portaavions (els vaixells MAC), a més del nombre creixent de portaavions d'escorta. Volant bàsicament amb Grumman Wildcat, navegaven en combois i els proporcionaven la molt necessària cobertura aèria i patrulles durant tot el camí a través de l'Atlàntic. El general Arnold ordenà el seus comandants d'esquadró que realitzessin només missions de recerca i atac "ofensives" i no d'escorta de combois. El juny, el general Arnold suggerí que la Marina assumís la responsabilitat de les operacions ASW. L'almirall King sol·licità B-24s de l'exèrcit configurats a canvi de B-24s sense modificar. L'acord s'assolí el juliol i l'intercanvi es completà el setembre de 1943.
L'augment dels vaixells d'escorta va produir-se tant com a resultat dels programes de construcció naval estatunidencs com de l'alliberament dels escortes que havien participat en els desembarcaments al nord d'Àfrica al novembre i desembre de 1942. En particular, es dissenyaren destructors d'escorta, similars a les fragates britàniques, que eren molt més econòmics de construir que els destructors, a més del fet que eren més fiables que les corbetes. Això comportà que no només hi havia prou nombre d'escortes per protegir els combois amb tota seguretat, sinó que també es podien formar grups de cacera (sovint centrats als voltants dels portaavions d'escorta) per atacar els U-boots de manera més agressiva.
La ruptura del codi naval d'Enigma permetia als combois aliats evadir-se de les llopades, mentre que els grups de suport britànics i els grups de cacera americans podien caçar els U-boots que s'apropaven als combois, o aquells les posicions dels quals eren mostrats pels missatges d'Enigma. La intenció de Dönitz en aquesta Guerra de tonatge era enfonsar vaixells aliats a un ritme superior del que poguessin reemplaçar-los; però això es demostrà impossible d'aconseguir a un moment quan la producció (especialment als Estats Units) s'incrementava a uns nivells inabastables mentre que les pèrdues de submarins augmentaven.
Les forces aèries aliades van desenvolupar tàctiques i tecnologia per patrullar el golf de Biscaia, la ruta principal pels U-boots amb seu a França, molt perillosa. La introducció de la Leigh Light portà la possibilitat d'efectuar atacs ben acurats sobre els submarins que recarregaven les seves bateries a la superfície durant la nit. La Luftwaffe respongué proveint cobertura de caces pels submarins que tornaven de l'Atlàntic. A més, gràcies als informes proveïts pels membres de la Resistència que treballaven als mateixos ports, per a molts submarins les darreres milles abans d'arribar a port eren molt difícils.

## Darrers anys (juny de 1943 – maig de 1945)
Desesperats per tornar a iniciar la batalla, els alemanys van rearmar la força d'U-boots, mentre que esperaven la propera generació de dissenys de submarins (els tipus Walter i Elektroboot). Hi van instal·lar massivament bateries antiaèries millorades, detectors de radar, torpedes més efectius i, finalment, el Schnorkel, un enginy que els permetia anar submergits amb els motors dièsel per evitar el radar.
El setembre del 1943, Dönitz estava a punt per tornar a iniciar l'ofensiva a la ruta de l'Atlàntic nord. La represa de l'ofensiva va tenir alguns èxits inicials, com un atac sobre els combois ONS18 i ON202; però acabà amb èxits escassos èxits i més pèrdua de submarins. Després de quatre mesos, el BdU suspengué de nou l'ofensiva: només s'havien enfonsat vuit mercants amb 56.000 tones i sis vaixells de guerra a l'Atlàntic Nord, amb un cost de 39 submarins.
La Luftwaffe també hi afegí els bombarders He 177 de llarg abast, així com les bombes guiades Henschel Hs 293, que li donaren unes quantes victòries, però l'absoluta superioritat aèria aliada va evitar que es transformessin en una amenaça per a la Royal Navy.

### Innovacions tècniques i tàctiques
Per a contrarestar el poder aeri, l'UbW incrementà l'armament antiaeri dels U-boots, introduint fins i tot els «Flak Boats», que podien lluitar a la superfície contra els atacs aeris. També s'introduïren millores en la detecció per radar, com els sistemes Wanze. Tanmateix, cap d'aquestes millores resultà ser totalment efectiva, i el 1943, el poder aeri aliat era tal que els U-boots ja eren atacats al golf de Biscaia només que abandonessin els ports.
També es millorà el desenvolupament dels torpedes, com els FAT, amb un curs preprogramat, i el torpede naval acústic, que era atret pel soroll dels propulsors de l'objectiu. Va ser molt efectiu a l'inici, però ben aviat els aliats van desenvolupar mesures tant tècniques com tàctiques per contrarestar-lo.
Els alemanys havien perdut la cursa tecnològica. Els alemanys mateixos n'eren conscients, especialment quan les seves accions quedaven restringides a atacs a les costes britàniques i als preparatius per a resistir la invasió de França, l'esperada Operació Neptú. Durant aquests dos anys, un gran nombre de submarins va ser enfonsats, normalment amb tota la tripulació. Amb la batalla guanyada, els subministraments van arribar al Regne Unit de manera massiva per a l'esperat alliberament de França.

## Darreres accions (maig de 1945)
A la fi de la guerra, els alemanys van introduir la sèrie Elektroboot, l'U-Boot tipus XXI i l'U-Boot tipus XXIII de curt abast, finalitzat el gener de 1943, però que no entrà en producció fins a 1944-45. El Tipus XXI aconseguia anar 17 nusos (31 km/h) submergit, molt més ràpid que un Tipus VII a plena potència en superfície, i gairebé tan ràpid com els vaixells que atacava; però només es produïren massivament a partir de 1944, i només un Tipus XXI realitzà una única patrulla de guerra abans la fi del conflicte, sense reeixir establir cap contacte amb l'enemic.
La darrera batalla de submarins va tenir lloc el 5 de maig de 1945. El Befehlshaber der Unterseeboote (comandant dels submarins) Karl Dönitz ordenà a tots els submarins que finalitzessin les seves operacions ofensives i que tornessin cap a les seves bases, dient-los que «heu lluitat com lleons!». L'U-853, que es trobava a Point Judith, Rhode Island, no va rebre l'ordre i va atacar i enfonsar poc després l'SS Black Point, que es dirigia cap a Boston, no amb el resultat de dotze homes morts i els 34 restants rescatats. Un dels vaixells de rescat va enviar un informe del torpedinament, que va ser recollit per quatre naus de guerra: l'USS Ericsson (DD-440), l'USS Amick (DE-168), l'USS Atherton (DE-169), i l'USS Moberly (PF-63), que van descobrir l'U-853 a 33 metres de fondària i li llançaren més d'un centenar de càrregues de profunditat durant la nit. L'endemà al matí, el K-16 i el K-18 van unir-se a la cacera, fins que van començar a aparèixer a la superfície restes del submarí destruït (amb tota la seva tripulació, composta per 55 homes, entre béoficials i mariners). El darrer U-boot enfonsat de la Segona Guerra Mundial va ser l'U-320, greument danyat el 8 de maig de 1945 al Mar del Nord, a l'oest de Bergen, a causa de les càrregues de profunditat que li va llançar un Catalina britànic. La tripulació el portà a l'illa de Sotre, on va ser embarrancat. La majoria dels submarins restants van ser destruïts després de la guerra, durant l'Operació Llum Mortal.

## Conclusió

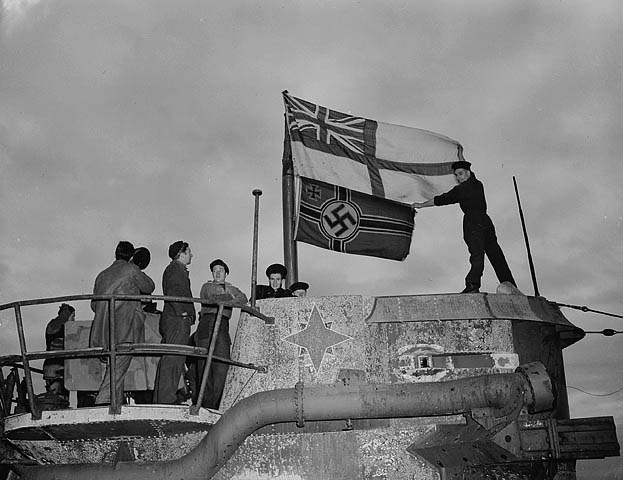
Mariners canadencs hissen la bandera de la Royal Navy sobre un submarí alemany capturat a Terranova

Els alemanys van fracassar en el projecte d'estrangular els subministraments estratègics que es dirigien cap al Regne Unit, i aquest fracàs va permetre que els Aliats portessin fins al Regne Unit un nombre massiu de tropes i material necessàries per als desembarcaments de Normandia. La victòria aliada va ser necessària per poder aprovisionar la Gran Bretanya i permetre que s'hi concentressin les forces que assegurarien la derrota alemanya.
Tanmateix, la victòria va tenir un preu molt alt: entre 1939 i 1945, 3.500 vaixells aliats van ser enfonsats, amb un cost de 783 submarins alemanys.
Baixes
| Aliats                 | Alemanya        |
| ---------------------- | --------------- |
| 30,248 marins mercants | 28,000 mariners |
| 3,500 bucs mercants    | 783 submarins   |
| 175 naus de guerra     |                 |